# Лукашин, Иван Игнатьевич
Ива́н Игна́тьевич Лука́шин (8 апреля 1870, село Кузьминское, Рязанская губерния — 1928, там же (?)) — член III Государственной думы от Рязанской губернии, крестьянин.

## Биография
Православный, крестьянин села Кузьминского той же волости Рязанского уезда.
Родился 8 (20) апреля 1870 года в восточной части села Кузьминское в семье временнообязанного крестьянина Игнатия Прокопиева (Прокопьевича) Лукашина и его жены Анны Прокопиевой (Прокопьевны). Крещён 9 апреля в Воскресенской церкви села, именины — 18 апреля (по нов.стилю — 1 мая). Известно о существовании у И. И. Лукашина сестры Анны, рождении в 1876 году сестры Александры, крёстными (восприемниками) которой были «крестьянский сын Иван Игнатьев (Лукашин)» и Мария, дочь священника Ильинской церкви села Кузьминского Михаила Дроздова (сын М.Дроздова — Николай Михайлович Дроздов (1849—1919) был воспитанником Киевской духовной академии, библеистом, профессором латыни).
Окончил начальное сельское училище. Был на военной службе, служил в Варшавской крепостной артиллерии старшим писарем. Затем занимался земледелием (7 десятин надельной земли). Организовал в своем селе ссудо-сберегательное товарищество. Состоял волостным старшиной и членом Рязанской уездной земской управы.
16.10.1907 года съездом уполномоченных от волостей был избран в члены III Государственной думы от Рязанской губернии. Входил во фракцию прогрессистов. Состоял членом комиссий: распорядительной, по переселенческому делу, продовольственной, о мерах борьбы с пьянством, земельной и бюджетной. Огласил на заседании Думы заявление 53 членов ГД о мотивах их голосования против передачи в комиссию законопроекта «Об ассигновании средств на церковно-приходские школы». Подписал законопроекты: «Об изменении земского избирательного закона», «О наделении безземельных и малоземельных крестьян землей», «Об изменении порядка наряда казаков на действительную службу», «О введении земства в Сибири», «Правила приема в высшие учебные заведения».
Жена — Пелагея Кузминична Лукашина, родом из находящегося неподалёку села Окаёмово (в браке с конца 1880-х годов). 11.11.1889 года родилась дочь Ольга. Позже родилась дочь Евгения. Известно, что сыновья И. И. Лукашина умерли в 1896 году в раннем возрасте и что 13.01.1907 года у И. И. Лукашина родилась дочь Нина (в браке с Анной Михайловной Лукашиной).
Судьба после 1912 года (когда закончила заседать Государственная Дума III созыва) пока неизвестна. Умер в 1928 году. Захоронен на кладбище села Кузьминского.